# Čremošné
Čremošné (Hongaars: Turócmeggyes) is een Slowaakse gemeente in de regio Žilina, en maakt deel uit van het district Turčianske Teplice.
Čremošné telt 87 inwoners.